# Serbische Regierung

Logo der Regierung der Republik Serbien

Die Regierung der Republik Serbien (serbisch Влада Републике Србије Vlada Republike Srbije) ist die Exekutive in Serbien. Sie ist ein so genanntes Kollegialorgan, das durch Beschlüsse entscheidet; Mitglieder sind der Ministerpräsident als Präsident der Regierung (sr. Председник владе/Predsednik vlade), auch Premierminister oder Premier genannt, der Vizepremier als Vizepräsident der Regierung (sr. Потпредседник владе/Potpredsednik vlade) und die Minister.

## Aufgaben
Die Aufgaben der Regierung sind nach der Verfassung der Republik Serbien u. a.:
- bestimmt und führt Politik
- führt Gesetze sowie andere öffentliche Beschlüsse des Parlaments der Republik Serbien aus
- beschließt Verordnungen und andere öffentliche Beschlüsse zwecks Ausführung der Gesetze
- bringt Gesetzesvorschläge und Vorschläge zu anderen öffentlichen Beschlüssen an das Parlament vor und gibt ihre Meinung zu Gesetzesvorschlägen anderer
- leitet und kontrolliert die Arbeit der Organe der staatlichen Verwaltung

Die Regierung ist dem Parlament für die Politik der Republik Serbien, für die Ausführung der Gesetze und anderer Beschlüsse des Parlaments und für die Arbeit der Organe der staatlichen Verwaltung verantwortlich.

## Regierungen
- 2004–2007: Koštunica I
- 2007–2008: Koštunica II
- 2008–2012: Cvetković
- 2012–2014: Dačić
- 2014–2016: Vučić I
- 2016–2017: Vučić II
- 2017–2020: Brnabić I
- 2020–2022: Brnabić II
- 2022–2024: Brnabić III
- 2024–2025: Vučević
- 2025–: Macut